# Bistuszowa
Bistuszowa – wieś w Polsce położona w województwie małopolskim, w powiecie tarnowskim, w gminie Ryglice.
Miejscowość położona na północnym krańcu Pogórza Ciężkowickiego, najdalej na północ wysuniętej części Karpat, na trasie z Tuchowa do Ryglic.
W latach 1975–1998 miejscowość administracyjnie należała do województwa tarnowskiego.
Południowa jej część (tzw. Podlesie) należy do Parku Krajobrazowego Pasma Brzanki.

## Części wsi
| SIMC    | Nazwa    | Rodzaj    |
| ------- | -------- | --------- |
| 0828791 | Kozłówek | część wsi |
| 0828800 | Podlesie | część wsi |

## Historia
Początki miejscowości sięgają czasów, kiedy księżna Judyta, druga żona Władysława Hermana, podarowała ją jako ziemie przyległe do Tuchowa, benedyktynom tynieckim.
W I poł. XV w. wieś staje się własnością Mikołaja z Burzyna za udział w wojnie z Krzyżakami, w 1486 roku wieś określano w dokumentach jako Byeschvoschovycze. Nie jest znana genealogia samej nazwy wsi, jednak z czasem sama nazwa ewoluowała, ulegając zmianie i wpływowi lokalnemu. W 1596 roku w księgach parafii Ryglice pojawia się zapis: Biestwieszowa.
Nazwa wsi:

1228 – Bezdechowicze

1407 – Bestwossowa, Byesoschow

1486 – Byeschvoschovycze

1596 – Biestwieszowa

1880 – Bisłoszowa, Bistuszowa
Wśród słynnych postaci należy wspomnieć Michała Witalisa, który w 1846 został wybrany wójtem jako 19-letni mężczyzna, z zawodu stolarz, był powszechnie ceniony i lubiany. W tym też roku uratował rodzinę Bossowskich od śmierci w czasie rzezi galicyjskiej. Został wybrany na posła do sejmu wiedeńskiego. Zawsze reprezentował interesy chłopów, z których się sam wywodził. Zmarł 20 marca 1888 roku, jego mogiła znajduje się na cmentarzu w Ryglicach, był posłem na długo wcześniej przed Witosem. Wśród jego zasług można wymienić, iż to dzięki niemu przedłużono linię kolejową z Tarnowa do Tuchowa, a później dalej w stronę Stróż.

## Zabytki
Obiekty wpisane do rejestru zabytków nieruchomych województwa małopolskiego.
- Zespół dworsko-parkowy;
- cmentarz wojenny nr 165.

## Turystyka
Z Tuchowa przez Burzyn, dalej przez Podlesie Bistuszowskie, prowadzi szlak turystyczny na najwyższy szczyt okolicy – Brzankę, gdzie znajduje się także schronisko, wcześniej jednak przechodzi się obok Ośrodka Rekreacji Hippicznej Podlesie, gdzie także można zatrzymać się lub skorzystać z oferty wypoczynkowej.

## Warte zobaczenia i odwiedzenia

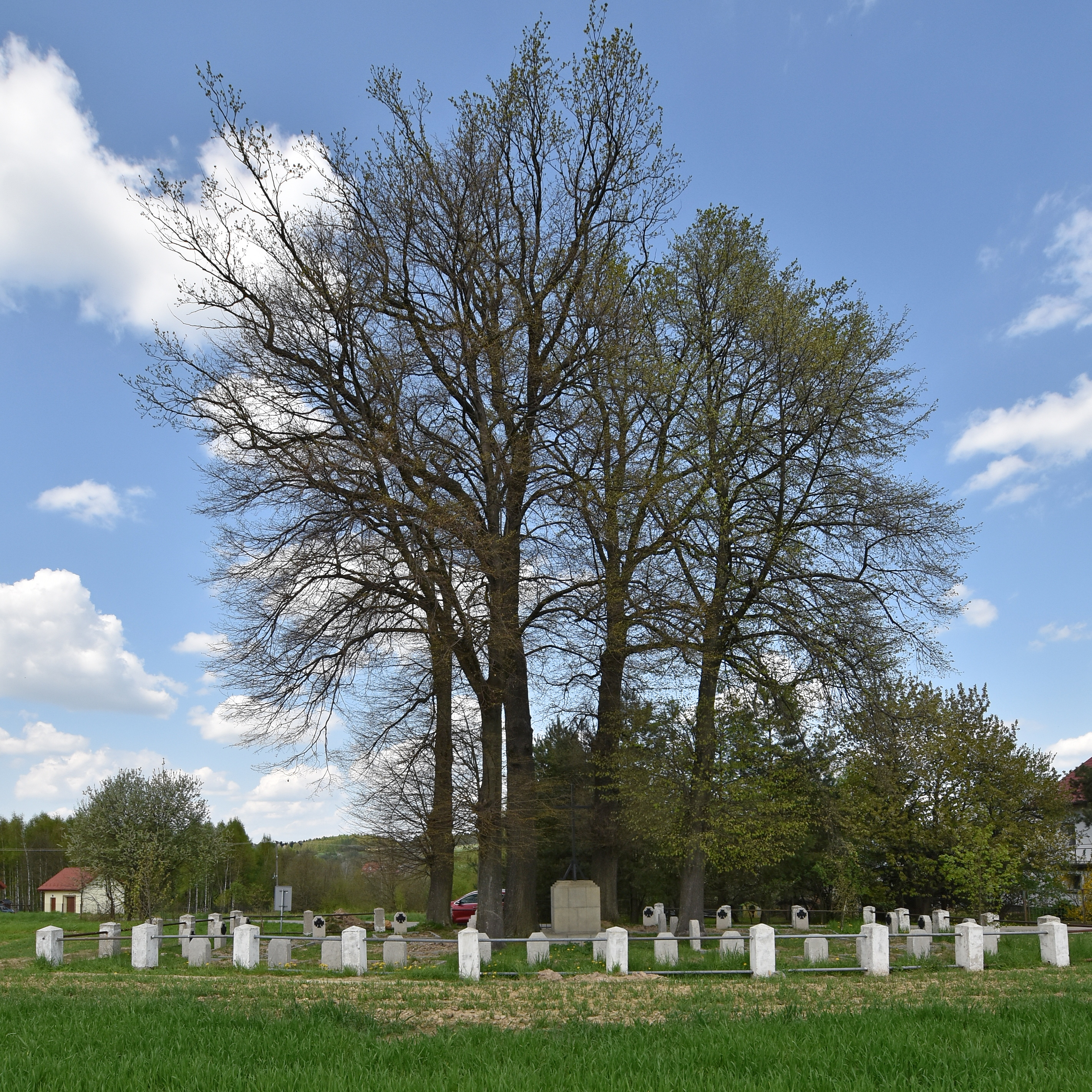
Cmentarz wojenny nr 165

- Ośrodek Rekreacji Hippicznej Podlesie – na terenie parku krajobrazowego
- Zabytkowy dworek szlachecki, (XVIII w.) w przeszłości siedziba właścicieli miejscowości rodu Bossowskich, wcześniej Ośrodek Wypoczynkowy FS Tamel Tarnów, obecnie własność prywatna z przeznaczeniem na agroturystykę i imprezy masowe. W pobliżu dworku dwa stawy rybne, zaś wokół dworku zabytkowy park a w nim blisko 1000-letni dąb – pomnik przyrody;
- Cmentarz wojenny nr 165 z okresu I wojny światowej – miejsce spoczynku 87 żołnierzy austriackich[7].